# Rameau Sokoudjou
Rameau Thierry Sokoudjou Nkamhoua (18 de abril de 1984) es un artista marcial mixto camerunés. Es conocido por sus habilidades de clase mundial como su golpeo y su brutal ground and pound.

## Carrera de artes marciales mixtas

### PRIDE Fighting Championships
Sokoudjou debutó en PRIDE contra Antônio Rogério Nogueira en PRIDE 33 al que derrotó por nocaut de un solo golpe.
En PRIDE 34, Sokoudjou derrotó a Ricardo Arona por la vía del nocaut en menos de dos minutos.

### Ultimate Fighting Championship
Perdió en su debut en UFC ante Lyoto Machida en UFC 79 a través de un estrangulamiento de triángulo de brazo en la segunda ronda. Como un homenaje a los muchos photoshops de él en Internet, entró al octágono con una máscara de depredador.
El 24 de mayo de 2008 en UFC 84, Sokoudjou derrotó a Kazuhiro Nakamura ya que este se lesionó la pierna en la primera ronda.
En su última pelea en la UFC, Sokoudjou fue derrotado por Luiz Cané por la vía del nocaut técnico en la segunda ronda.
En noviembre de 2008, Sokoudjou fue despedido por la UFC.

## Vida personal
Sokoudjou habla francés, así como algunos dialectos de su país natal, Camerún. Actualmente vive en el sur de California y tiene un hermano. Antes de convertirse en peleador profesional de artes marciales mixtas, Sokoudjou trabajó como guardia de seguridad.

## Campeonatos y logros
- ADFC
  - Semifinalista del GP 2010 ADFC de Peso Libre

- DREAM
  - Finalista del GP DREAM Super Hulk

- Konfrontacja Sztuk Walki
  - Campeón de Peso Semipesado (Una vez)
  - Pelea de la Noche (Una vez)

- Shark Fights
  - Pelea de la Noche (Una vez)

## Récord en artes marciales mixtas
| Resultado | Récord | Oponente                 | Método                                | Evento                                      | Fecha                    | Ronda | Tiempo | Localización              | Notas                                                              |
| --------- | ------ | ------------------------ | ------------------------------------- | ------------------------------------------- | ------------------------ | ----- | ------ | ------------------------- | ------------------------------------------------------------------ |
| Victoria  | 19–18  | Jamie Abdullah           | TKO (golpes)                          | Australian Fighting Championship 22         | 28 de octubre de 2017    | 2     | 2:42   | Melbourne                 |                                                                    |
| Derrota   | 18–18  | Sergei Kharitonov        | KO (golpe)                            | M-1 Challenge 80 - Kharitonov vs. Sokoudjou | 15 de junio de 2017      | 1     | 0:40   | Harbin, Heilongjiang      |                                                                    |
| Derrota   | 18–17  | Łukasz Jurkowski         | Decisión (dividida)                   | KSW 39: Colosseum                           | 27 de mayo de 2017       | 3     | 5:00   | Varsovia                  |                                                                    |
| Victoria  | 18–16  | Marcelo Tenorio          | TKO (golpes)                          | Australian FC 18: Night 1                   | 14 de abril de 2017      | 1     | N/A    | Shanghái                  |                                                                    |
| Derrota   | 17–16  | Thiago Silva             | TKO (golpes)                          | F2N: Fight2Night                            | 4 de noviembre de 2016   | 3     | 2:37   | Río de Janeiro            |                                                                    |
| Derrota   | 17–15  | Tomasz Narkun            | TKO (golpes)                          | KSW 36                                      | 1 de octubre de 2016     | 1     | 4:38   | Zielona Góra              | Por el Campeonato de Peso Semipesado de KSW.                       |
| Victoria  | 17–14  | Matt Hamill              | KO (golpes)                           | Venator FC III                              | 21 de mayo de 2016       | 1     | 0:37   | Milán                     |                                                                    |
| Derrota   | 16–14  | Paul Buentello           | TKO (golpes)                          | Abu Dhabi Warriors 3                        | 4 de octubre de 2015     | 3     | 3:21   | Abu Dhabi                 |                                                                    |
| Derrota   | 16–13  | Linton Vassell           | TKO (golpes)                          | Bellator 134                                | 27 de febrero de 2015    | 2     | 3:18   | Uncasville, Connecticut   |                                                                    |
| Victoria  | 16–12  | Malik Merad              | TKO (codazos)                         | Bellator 127                                | 3 de octubre de 2014     | 2     | 4:04   | Temecula, California      |                                                                    |
| Victoria  | 15–12  | Terry Davinney           | Sumisión (rear-naked choke)           | Bellator 121                                | 6 de junio de 2014       | 1     | 4:16   | Thackerville, Oklahoma    |                                                                    |
| Derrota   | 14–12  | Konstantin Erokhin       | KO (golpes)                           | Fight Nights: Battle of Moscow 14           | 7 de diciembre de 2013   | 1     | 2:28   | Moscú                     |                                                                    |
| Derrota   | 14–11  | Evgeny Erokhin           | TKO (rodillazos)                      | Pankration: Mayor Cup 2013                  | 25 de mayo de 2013       | 3     | 4:40   | Jabárovsk                 | Peso pesado.                                                       |
| Victoria  | 14–10  | Seung Bae-whi            | Decisión (unánime)                    | Road FC 11                                  | 13 de abril de 2013      | 3     | 5:00   | Seúl                      |                                                                    |
| Victoria  | 13–10  | Denis Komkin             | KO (patada a la cabeza)               | Pankration: Battle of Empires 2             | 15 de diciembre de 2012  | 1     | 1:00   | Jabárovsk                 | Peso pesado.                                                       |
| Derrota   | 12–10  | Jan Błachowicz           | Decisión (unánime)                    | KSW 17                                      | 26 de noviembre de 2011  | 3     | 5:00   | Łódź                      | Perdió el Campeonato de Peso Semipesado de KSW; Pelea de la Noche. |
| Derrota   | 12–9   | Ryan Jimmo               | Decisión (unánime)                    | MFC 31                                      | 7 de octubre de 2011     | 5     | 5:00   | Edmonton                  | Por el Campeonato de Peso Semipesado de MFC.                       |
| Victoria  | 12–8   | Roy Boughton             | Decisión (unánime)                    | Score Fighting Series                       | 10 de junio de 2011      | 3     | 5:00   | Mississauga               |                                                                    |
| Victoria  | 11–8   | Jan Błachowicz           | TKO (patadas a las piernas)           | KSW 15                                      | 19 de marzo de 2011      | 2     | 5:00   | Varsovia                  | Ganó el Campeonato de Peso Semipesado de KSW.                      |
| Victoria  | 10–8   | Valdas Pocevičius        | Decisión (unánime)                    | Israel FC: Genesis                          | 9 de noviembre de 2010   | 3     | 5:00   | Tel Aviv                  |                                                                    |
| Derrota   | 9–8    | Shamil Abdurahimov       | TKO (golpes)                          | ADFC: Round 2                               | 22 de octubre de 2010    | 3     | 2:17   | Abu Dhabi                 |                                                                    |
| Derrota   | 9–7    | Houston Alexander        | TKO (golpes)                          | Shark Fights 13: Jardine vs. Prangley       | 11 de septiembre de 2010 | 2     | 1:31   | Amarillo, Texas           | Pelea de la Noche.                                                 |
| Victoria  | 9–6    | Joaquim Ferreira         | TKO (golpes)                          | Impact FC 1                                 | 10 de julio de 2010      | 1     | 1:20   | Brisbane                  | Peso pesado.                                                       |
| Victoria  | 8–6    | Dave Herman              | Descalificación (rodillazos ilegales) | ADFC: Round 1                               | 14 de mayo de 2010       | 2     |        | Abu Dhabi                 |                                                                    |
| Derrota   | 7–6    | Ikuhisa Minowa           | KO (golpe)                            | Dynamite!! 2009                             | 31 de diciembre de 2009  | 3     | 3:29   | Saitama                   | GP Dream Super Hulk (Final).                                       |
| Derrota   | 7–5    | Gegard Mousasi           | TKO (golpes)                          | Strikeforce: Fedor vs. Rogers               | 7 de noviembre de 2009   | 2     | 3:43   | Hoffman Estates, Illinois |                                                                    |
| Victoria  | 7–4    | Bob Sapp                 | TKO (golpes)                          | DREAM 11                                    | 6 de octubre de 2009     | 1     | 1:31   | Yokohama                  | GP Dream Super Hulk (Semifinal).                                   |
| Victoria  | 6–4    | Jan Nortje               | TKO (golpes)                          | DREAM 9                                     | 26 de mayo de 2009       | 1     | 2:30   | Yokohama                  | GP Dream Super Hulk (Ronda de apertura).                           |
| Derrota   | 5–4    | Renato Sobral            | Sumisión (D'arce choke)               | Affliction: Day of Reckoning                | 24 de enero de 2009      | 2     | 2:38   | Anaheim, California       |                                                                    |
| Derrota   | 5–3    | Luiz Cané                | TKO (golpes)                          | UFC 89                                      | 18 de octubre de 2008    | 2     | 4:15   | Birmingham                |                                                                    |
| Victoria  | 5–2    | Kazuhiro Nakamura        | TKO (lesión en la pierna)             | UFC 84                                      | 24 de mayo de 2008       | 1     | 5:00   | Las Vegas, Nevada         |                                                                    |
| Derrota   | 4–2    | Lyoto Machida            | Sumisión (arm-triangle choke)         | UFC 79                                      | 29 de diciembre de 2007  | 2     | 4:20   | Las Vegas, Nevada         |                                                                    |
| Victoria  | 4–1    | Ricardo Arona            | KO (golpes y patada de fútbol)        | PRIDE 34                                    | 8 de abril de 2007       | 1     | 1:59   | Saitama                   |                                                                    |
| Victoria  | 3–1    | Antônio Rogério Nogueira | KO (golpe)                            | PRIDE 33                                    | 24 de febrero de 2007    | 1     | 0:23   | Las Vegas, Nevada         |                                                                    |
| Derrota   | 2–1    | Glover Teixeira          | KO (golpes)                           | WEC 24                                      | 12 de octubre de 2006    | 1     | 1:41   | Lemoore, California       |                                                                    |
| Victoria  | 2–0    | Paul Weremecki           | TKO (patada a la cabeza y golpes)     | SF 17: Hot Zone                             | 5 de agosto de 2006      | 1     | 2:11   | Portland, Oregón          |                                                                    |
| Victoria  | 1–0    | Gary Padilla             | Decisión (dividida)                   | Total Combat 15                             | 15 de julio de 2006      | 3     | 5:00   | San Diego, California     |                                                                    |